# 瓦屋山 (江苏)
瓦屋山位于中国江苏省西南部，是溧阳市与句容市的界山，海拔352.1米。:90
瓦屋山属于茅山山脉南部余脉，东南西三面皆为低矮丘陵和平地，北与丫髻山、马山相连，山势走向北东，山形连亘，山脊平直，两崖稍隆起，似瓦房屋顶，故名瓦屋山。山顶有宝藏禅寺。

## 地理
瓦屋山位于句容市东南部、溧阳市西北部，北距句容市区约35千米，东南距溧阳市区约31千米。大致以中部山脊线为界，分属句容市茅山风景区、溧阳市竹箦镇管辖。瓦屋山是长江支流秦淮河水系与太湖水系的分水岭。
瓦屋山基本保持了原始自然风貌，拥有丰富的野生动植物资源。如松、柏、杉、樟、栎、榉、枫、楸、银杏、合欢、毛栗、锥栗、山枣、山楂、茶叶、兰花、杜鹃花、迎春、葛藤、紫藤等植物；白鹭、山鸡、斑鸠、獾等野生动物。另外还有党参、何首乌、薄荷、桔梗、芍药、白芨、金针、苍术、金银花、车前草等多种中药材。

## 文化

### 佛教
宝藏禅寺，位于瓦屋山巅，属溧阳市。唐朝天宝五年（公元746年），金地藏弟子道明和尚九华山来到瓦屋山自立山门筑成寺院，初称华藏寺，后更名报恩寺、报藏寺、宝藏寺等，千百年来数次易名、几度盛衰，1994年，宝藏禅寺在原址重建开放。每逢农历七月三十庙会（即地藏节），香客如潮，朝山拜佛者络绎不绝。茗山法师曾为宝藏禅寺撰联：“天宝物华修行胜境，地藏闵老弘法道场”。
瓦屋山西麓半山坡有菩提寺，属句容市，为当地善信众在民间募资所建。

### 诗歌
唐天宝六年（公元747年），李白辞官南游吴越途中首次经过溧阳，游览城郊（时县城位于今南渡镇旧县村）名胜北湖亭，北眺瓦屋山，感念史贞女，怀古赋诗《遊溧陽北湖亭望瓦屋山懷古贈同旅》。明代戏曲家汤显祖在《溧阳洞山》一诗中留下了“瓦屋如云春作花，华阳绛气属青蛇”的诗句。清代状元，溧阳别桥人马世俊也有诗描写瓦屋山。
|                            | 北湖亭望处，此日尚浮云。 瓦屋成高筑，平岚净远氛。 阴晴峰变化，俯仰气氤氲。 为忆东山卧，苍苍不可闻。 |
| ——马世俊，望瓦屋山怀芮岩尹 | |

## 旅游
- 溧阳市瓦屋山休闲旅游区

2004年，溧阳市编制瓦屋山休闲旅游区旅游发展规划，开始旅游开发，同时将区内的大山口水库更名为神女湖:38。2006年瓦屋山休闲旅游区获评国家AA级景区。瓦屋山休闲旅游区规划范围约35平方公里，分属竹箦、上兴两镇。瓦屋山区主要景点有宝藏禅寺、神女湖、赏枫林等。
- 句容市九龙山风景名胜区

2005年，句容方面改瓦屋山为九龙山，当年获评省级风景名胜区，风景区范围主要包括瓦屋山、丫髻山的西北麓和马山一带。2007年句容市进行行政区划调整，将九龙山风景区撤销，并入政区合一的茅山风景区管委会，与茅山景区进行旅游统筹开发。瓦屋山区主要景点有上杆湖、菩提寺、通京桥等。

## 交通
瓦屋山东西距竹煤公路、104国道各约4公里。瓦屋山公路自104国道引出，沿东麓蜿蜒通往山巅宝藏禅寺。
瓦屋山以南9公里处有宁杭高速铁路瓦屋山站。